# Leōnidas Kaselakīs
Leōnidas Kaselakīs (in greco Λεωνίδας Κασελάκης?; Cholargos, 1º giugno 1990) è un cestista greco.

## Palmarès
- Campionato greco: 1

Panathīnaïkos: 2020-21
- Coppa di Grecia: 1

Panathīnaïkos: 2020-21
- Supercoppa greca: 1

Panathīnaïkos: 2021